# Єра

Єра

Єра (англ. Jeran) — дванадцята руна германського Старшого (першого) Футарка. Відповідник кириличній літері Й (або латиничній J/Y). Назва руни означає «рік», «гарний врожай».
Пряме примордіальне значення: результати попередніх зусиль. Час миру, щастя і врожаю. Надії і сподівання на мир і процвітання. Обіцянка справедливого і заслуженого успіху. Цикл життя, циклічний образ Всесвіту. Все змінюється у його власному плині часу.
Протилежне до нього примордиальне значення (єра не може бути повернено назад, проте може залишатися в опозиції): раптова затримка, зникнення. Відчутна зміна або заміна, повторення, неправильний вибір часу, невідповідність, бідність, конфлікт.